# Smith & Wesson Bodyguard 380
Smith & Wesson Bodyguard 380 — компактный самозарядный пистолет, производимый компанией Smith & Wesson под патрон .380 ACP.

## Особенности производства
Рама пистолета Bodyguard 380 изготавливается из полимеров, а ствол, затвор и части ударно-спускового механизма — из стали. Ударно-спусковой механизм рассчитан исключительно на двойное действие. В пистолет встроен лазерный целеуказатель INSIGHT (кнопка серого цвета для включения целеуказателя), а также многие другие различные элементы, характерные для пистолетов обычного размера (в том числе предохранитель на раме и съёмный затвор). Именно это предопределяет достаточно высокую цену на Bodyguard 380 по сравнению с другими компактными пистолетами.

## M&P Bodyguard
В 2014 году Smith & Wesson представили новую модель M&P Bodyguard 380 на смену уже имеющемуся пистолету Bodyguard 380. M&P Bodyguard функционально не отличается от своего предшественника, но относится уже к серийной линейке M&P. У первого варианта M&P Bodyguard отсутствует встроенный лазерный целеуказатель, а внешне пистолет соответствует представлениям об оружии серийной линейке M&P (пластмассовые накладки с отделкой типа «рыбья чешуя» и более агрессивная текстура на рукояти). У второго варианта есть встроенный лазерный целеуказатель фирмы Crimson Trace с красной кнопкой включения и выключения. Рукоять и затвор обновлены.
В отличие от других пистолетов M&P, в M&P Bodyguard используется УСМ куркового принципа и двойного действия; предохранитель неавтоматический. Пистолет распространён в США как оружие для самообороны и оружие подразделений полиции.